# Bonnie Wright
Bonnie Francesca Wright (født 17. februar 1991) er en engelsk skuespiller. Hun er mest kendt for sin rolle som Ginny Weasley i Harry Potter-filmene, hvor hun har medvirket i alle otte film.